# Шабарчина
Шабарчина — деревня в Каргапольском районе Курганской области. Входит в состав городского поселения Каргаполье.

## История
До 1917 года в составе Каргапольской волости Шадринского уезда Пермской губернии. По данным на 1926 год состояла из 57 хозяйств. В административном отношении входила в состав Каргапольского сельсовета Каргапольского района Шадринского округа Уральской области.

## Население
| 1989 | 2002 | 2010 |
| ---- | ---- | ---- |
| 164  | ↘156 | ↘152 |

По данным переписи 1926 года в деревне проживало 293 человека (141 мужчина и 152 женщины), в том числе: русские составляли 100 % населения.